# Ныргындинское (сельское поселение)
Ныргындинское — упразднённое муниципальное образование со статусом сельского поселения в Каракулинском районе Удмуртии Российской Федерации.
Административный центр — деревня Ныргында.
Законом от 27 мая 2021 года № 54-РЗ к 10 июня 2021 года упразднено в связи с преобразованием муниципального района в муниципальный округ.

## История
Статус и границы сельского поселения установлены Законом Удмуртской Республики от 23.11.2004 N 69-РЗ «Об установлении границ муниципальных образований и наделении соответствующим статусом муниципальных образований на территории Каракулинского района Удмуртской Республики».

## Население
| 2010 | 2012 | 2013 | 2014 | 2015 | 2016 | 2017 |
| ---- | ---- | ---- | ---- | ---- | ---- | ---- |
| 801  | ↘791 | ↘767 | ↗780 | ↘754 | ↘752 | ↘723 |
| 2018 | 2019 | 2020 |      |      |      |      |
| ↘714 | ↗719 | ↘716 |      |      |      |      |

## Состав сельского поселения
| № | Населённый пункт | Тип населённого пункта          | Население |
| - | ---------------- | ------------------------------- | --------- |
| 1 | Дубровка         | выселок                         | ↗41       |
| 2 | Зуевы Ключи      | деревня                         | ↗50       |
| 3 | Ныргында         | деревня, административный центр | ↗745      |